# اسکار برگر
اسکار برگر (انگلیسی: Óscar Berger؛ زادهٔ ۱۱ اوت ۱۹۴۶) سیاست‌مدار و وکیل اهل گواتمالا است.